# Senbonzakura (canción)
Senbonzakura (千本桜 Senbonzakura?, «Mil cerezos en flor») es una canción de 2011 escrita por el productor japonés de música vocaloid Kurousa-P (黒うさP?) y lanzada al público con la voz de Hatsune Miku. La canción, publicada por primera vez en la web de videos Niconico, rápidamente logró popularidad e inspiró muchas versiones alternativas y otros trabajos derivados.

## Publicación y recepción
Kurousa-P publicó «Senbonzakura» por primera vez el 17 de septiembre de 2011 en el sitio web Niconico. La canción presenta un ritmo rápido inspirado en el rock y su letra hace referencia a la occidentalización de Japón y la era Taishō de transición. El video musical que lo acompaña, ilustrado por Ittomaru (一斗まる?), también se inspira en el mismo período de tiempo y presenta a Hatsune Miku con un uniforme de tipo militar.
Después de su lanzamiento en Niconico, el video se volvió viral y superó el millón de visitas en 42 días (el 29 de octubre). La canción también es muy popular entre los cantantes de karaoke. La cadena de tiendas de karaoke Joysound informó que «Senbonzakura» fue la tercera canción más cantada en 2012 detrás de «Heavy Rotation» de AKB48 y «Memeshikute» de Golden Bomber. Sachiko Kobayashi interpreó la canción en el 66° Kōhaku Uta Gassen de NHK. El personaje virtual Hatsune Miku también suele cantar «Senbonzakura» en sus conciertos.

## Canciones versionadas
Para celebrar el primer aniversario del video el 12 de septiembre de 2012, Dwango lanzó el álbum All That Senbonzakura!. Este solo contenía la canción «Senbonzakura» versionada con varios instrumentos, entre ellos el piano, yangqin, guitarra acústica y un cuarteto de cuerdas. Otros artistas solistas publicaron sus propias versiones de la canción. Entre estas, la versión de Wagakki Band, incluida en su primer álbum de 2017 Vocalo Zanmai, superó las 100 millones de visitas en YouTube en 2019.
El ilustrador del video musical, Ittomaru, publicó varios trabajos adaptados de la canción. El 9 de marzo de 2013 Ittomaru lanzó una serie de novelas ligeras basadas en la canción, publicadas por ASCII Media Works. La novela está ambientada en un mundo distópico en donde la era Taishō continuó durante cien años y presenta a Hatsune Miku como la protagonista principal. El primer volumen encabezó la lista semanal de ventas de novelas de Oricon y también fue el decimotercer libro más vendido del mes. Ese mismo mes, Niconico presentó un musical basado en la historia de la novela y contó con la participación de las miembros de AKB48 Haruka Ishida, Maho Tomita y Miori Ichikawa, así como con el actor Kazuki Kato.
Marty Friedman, conocido guitarrista, exmiembro de Cacophony y Megadeth, en el año 2020 lanzó una versión de Senbonzakura, dentro del álbum TOKYO JUKEBOX 3

## Listas
| Lista                           | Posición más alta |
| ------------------------------- | ----------------- |
| Oricon Albums Chart             | 56                |
| Billboard Japan Top Album Sales | 48                |